# フォーリン・ラブ (7!!の曲)
「フォーリン・ラブ」は、7!!の楽曲で、メジャー1枚目（通算2枚目）のシングル。2011年4月13日にEpic Recordsから発売された。
表題曲は、アスミック・エース配給の映画『高校デビュー』主題歌。

## 収録曲
1. フォーリン・ラブ [3:54]
2. 初恋の坂道 [4:26]
3. フォーリン・ラブ (Instrumental)